# Big Ape Productions
Big Ape Productions est un studio de développement de jeux vidéo américain spécialisé dans la production de jeux basés sur des licences. Il a été créé en 1997 par Mike Ebert, ancien lead designer chez LucasArts, et a disparu en 2003.

## Jeux développés
- Herc's Adventures (1997)
- Star Wars, épisode I : La Menace fantôme (1999)
- The Simpsons Wrestling (2001)
- Celebrity Deathmatch (2003)